# マーク・ペーパーマスター
マーク・ペーパーマスター（Mark Papermaster）は、アメリカ合衆国の技術者であり、AMDの上級副社長兼CTO。元シスコシステムズのシリコン・スイッチング・テクノロジー・グループの副社長。元Appleデバイスハードウェアエンジニアリング担当シニアバイスプレジデント。

## 略歴
1982年から2008年までIBMのバイスプレジデントであり、POWER・PowerPCプロセッサの設計を統括した。
2008年11月4日にはトニー・ファデルの後任のiPodおよびiPhoneハードウェアエンジニアリングチームのリーダーとして、デバイスハードウェアエンジニアリング担当シニアバイスプレジデントに就任したが、IBMとの訴訟により職務停止となり、2009年4月24日からAppleでの実務に就いた。
ウォールストリート・ジャーナルによると、2010年8月7日付で、iPhone 4の受信障害問題の責任を取る形でAppleを退職したと報じられている。2010年8月6日の時点で、AppleのExecutive Profilesから削除されている。